# Ryan Destiny
Ryan Destiny (Detroit, 8 januari 1995) is een Amerikaanse actrice, zangeres en singer-songwriter.

## Biografie
Ryan Destiny werd in 1995 geboren in Detroit, Michigan. Haar vader was in de jaren 1990 lid van de R&B-groep Guesss. Ze ging naar school in de West Bloomfield High School. 

### Muziekcarrière
Vanaf twaalfjarige leeftijd zong ze in verscheidene groepjes, waaronder "Love Dollhouse", die onder het label van All Def/Capitol Records hun debuutsingle  "Can I." uitbrachten. De groep splitte in 2015. In 2016 kondigde Destiny plannen aan voor een solo-EP. Ze bracht haar eerste single "The Same" uit in 2018. Haar tweede single "Do You" werd uitgebracht in 2020. Vervolgens werd "How Many" uitgebracht in 2022, "Lie Like That" in 2023 en "How Your Hands Feel" in 2024.

### Acteercarrière
In 2010 verscheen Destiny in een aflevering van de webserie 'The Wannabes Starring Savvy. In 2013 verscheen ze in verschillende afleveringen van het in Detroit gebaseerde misdaaddrama Low Winter Sun. Ze speelde haar eerste hoofdrol in de onafhankelijke film A Girl Like Grace die in juni 2015 in première ging op het Los Angeles Film Festival. Vanaf 2016 speelde ze een hoofdrol in de televisieserie Star. De serie ging op 14 december 2016 in première op Fox en eindigde na drie seizoenen in 2019. Voor haar rol in de serie werd ze in 2018 en 2019 genomineerd voor een Teen Choice Award.
In november 2019 werd aangekondigd dat Destiny gecast was om Claressa Shields te spelen in Flint Strong, een sportbiopic. Oorspronkelijk was de film in ontwikkeling bij Universal Pictures die de productie echter in oktober 2021 stopzette vanwege de coronapandemie. In mei 2022 werd de film overgenomen door Metro-Goldwyn-Mayer en kreeg de nieuwe naam The Fire Inside. De film ging in september 2024 in première en Destiny won onder andere de Rising Star Award op het Filmfestival van Denver.

### Privéleven
Ryan Destiny had van 2017 tot hun breuk in 2022 een relatie met acteur Keith Powers.

## Filmografie

### Films
- 2024: The Fire Inside - als Claressa Shields
- 2023: Oracle - als Shay
- 2015: A Girl Like Grace - als Grace

### Televisie
- 2021: The Lower Bottoms - als Rebecca Cooper
- 2020-2021: Grown-ish - als Jillian
- 2016-2019: Star - als Alexandra Crane
- 2013: Low Winter Sun - als April Geddes
- 2010: The Wannabes-Starring Savvy - als klant

## Prijzen en nominaties
De belangrijkste:
| Jaar | Prijs                          | Categorie                | Film/serie      | Uitslag       |
| ---- | ------------------------------ | ------------------------ | --------------- | ------------- |
| 2025 | Film Independent Spirit Awards | Beste hoofdrol           | The Fire Inside | In afwachting |
| 2019 | Teen Choice Awards             | Choice TV Actress: Drama | Star            | Genomineerd   |
| 2018 | Teen Choice Awards             | Choice TV Actress: Drama | Star            | Genomineerd   |